# Joseph Bro
Joseph Bro  est un général de brigade français, commandant la 1re division d'infanterie en 1914 et la 15e Division d'Infanterie Coloniale en 1915.

## Biographie
Joseph, Justin, Pierre, Marie Bro est né le 5 décembre 1854 à Adissan, (Hérault), fils de Justin Bro, employé au télégraphe de Madoun (Algérie) et de Gabrielle Mauzac. Il se marie le 6 mars 1882 avec Mlle Marguerite Him. Il décède le 5 novembre 1927 à Orléans.

## Carrière militaire
Le 1er novembre 1875, il est admis à l'École polytechnique.

### Grades
- 01/11/1875: Élève à l'École polytechnique
- 01/10/1877: Sous-lieutenant-Élève
- 01/10/1879: Lieutenant
- 16/03/1886: Capitaine
- 25/12/1898: Chef d'escadron
- 23/03/1907: Lieutenant-colonel
- 24/06/1910: Colonel
- 1914: Général de brigade

### Postes
- 1875: Élève à l'École Polytechnique
- 1877: Sous-lieutenant-Élève à l'École d'Application de l'Artillerie et du Génie
- 1879: Lieutenant au 23e régiment d'artillerie
- 1881: Lieutenant au 19e régiment d'artillerie
- 1881: Lieutenant au 18e régiment d'artillerie
- 1886: Capitaine au 26e régiment d'artillerie
- 1886: Capitaine au 5e Bataillon d'Artillerie de Forteresse à Toul
- 1887: Capitaine à la 2e Compagnie d'Artificiers
- 1889: Capitaine au 8e régiment d'artillerie
- 1889: Capitaine à l'État-Major Général (1er Bureau)
- 1890: Capitaine à l'État-Major de l'Armée (1er Bureau)
- 1897: Capitaine au 23e régiment d'artillerie
- 1902: Chef d'escadron à l'État-Major de l'Armée (1er Bureau)
- 1910: Colonel au 45e régiment d'artillerie de campagne
- 1911: Colonel commandant le 45e régiment d'artillerie de campagne
- 1914: Général de brigade commandant la 1re brigade d'artillerie à Douai
- 1914: Général de brigade commandant la 1re division d'infanterie
- 1916: Général de brigade commandant par intérim la 15e DIC

### Décorations
|  |  |

#### Intitulés
- Légion d'honneur: Chevalier (27/12/99), Officier (31/12/12), Commandeur (25/10/16)[1]